# Cotinga ouette
Phoenicircus carnifex
Espèce
Statut de conservation UICN

 LC  : Préoccupation mineure
Le Cotinga ouette (Phoenicircus carnifex) est une espèce d'oiseaux de la famille des Cotingidae, à ne pas confondre avec une autre espèce qui en est proche (P. nigricollis). Une partie du plumage de cet oiseau est d'un rouge éclatant, dont la nature chimique a fait l'objet d'études.

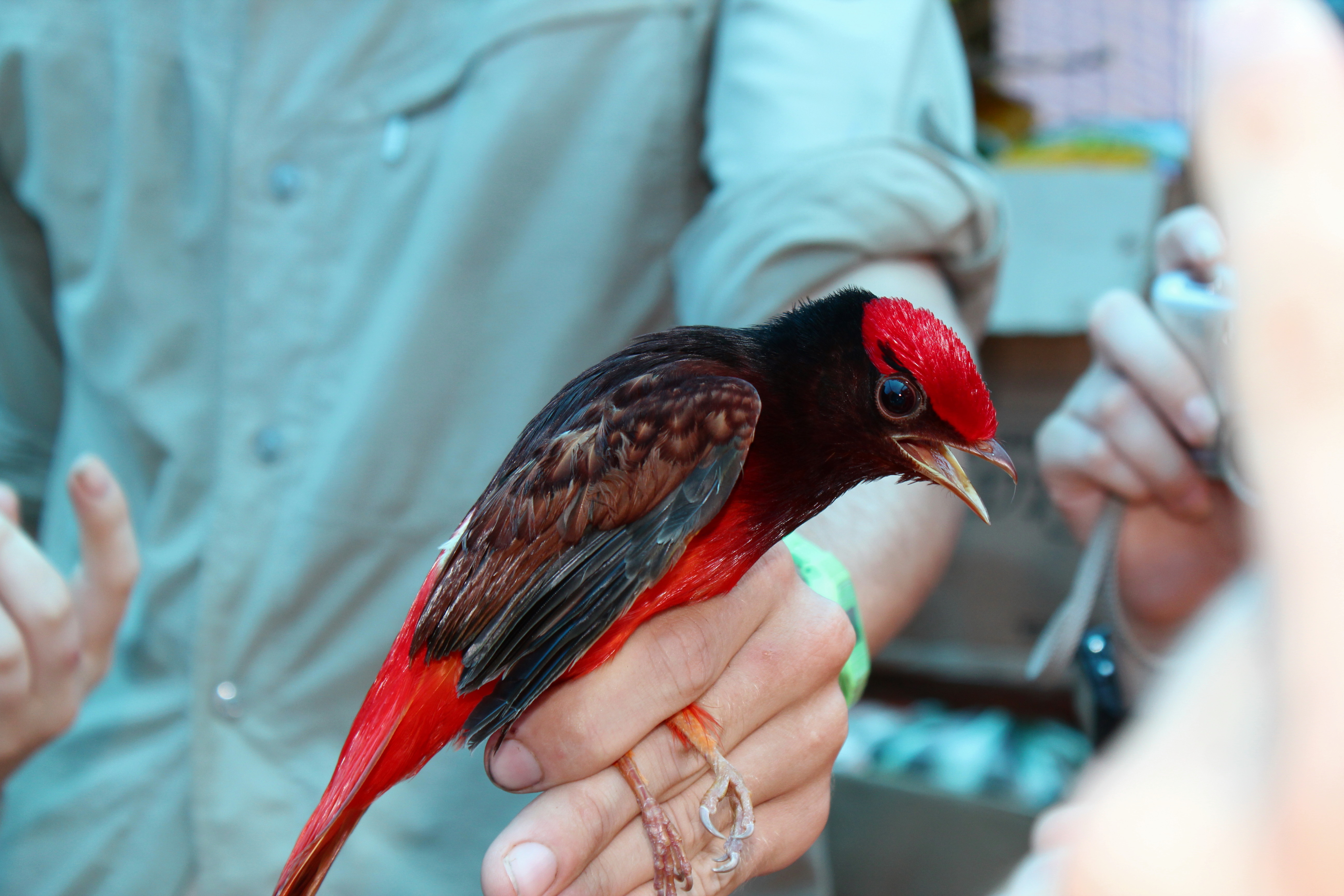
Phoenicircus carnifex

## Distribution
Cette espèce vit au nord et au centre de l'Amérique du Sud notamment en Guyane et au Surinam.

## Habitat
Cette espèce peuple de manière dispersée de petits espaces de forêts tropicales pluvieuses.

## Écologie et comportement
Cette espèce qui semble au moins en partie frugivore était encore très mal connue à la fin du XXe siècle.
Les mâles de cette espèce comme ceux de P. nigricollis paradent en petits groupes de quelques individus, presque toujours dans la première heure suivant l'aube, après quoi les oiseaux se dispersent et sont quasi-invisibles dans la canopée ou les feuillages.

Les interactions directes entre mâles paradant semblent rares et plutôt médiées par le chant.

La parade des mâles consiste en des appels répétés et des vols horizontaux entre des perchoirs situés à 5-15 m dans le sous étage forestier, souvent avec un sifflement évoquant le bruit d'un sifflet. Des vols vers les femelles ont souvent été observés par les ornithologues, mais aucune action copulatoire ou pré-copulatoire évidente.